# Gaslaser
Ein Gaslaser ist ein Laser, dessen Resonator mit Gas gefüllt ist. Es dient als aktives Medium zur Erzeugung hoher Strahlungsleistungen in einem weiten, vom Ultraviolett bis ins ferne Infrarot reichenden Spektrum.
Das Pumpen des Lasers erfolgt meist durch elektrische Gasentladung, die Entladungsströme reichen von einigen 10−3 A (einige Milliamapere) bei kontinuierlicher Anregung bis zu 103 A (einige Kiloampere) bei Impulsanregung. 
Seltener ist optisches Pumpen und Pumpen mit Mikrowellen. Eine weitere Möglichkeit der Anregung ist das Pumpen durch chemische Reaktion des aktiven Mediums. Die Gase befinden sich dabei innerhalb eines Laserrohres bei Gasdrücken zwischen 10 und einigen 106 Pa bei Hochdrucklasern.
Der erste Gaslaser, ein Helium-Neon-Laser, wurde 1960 von Ali Javan und William R. Bennett entwickelt. Derzeit werden Gaslaser insbesondere durch Festkörperlaser und Halbleiterlaser aus ihren klassischen Anwendungsfeldern verdrängt.

## Typen
Je nach aktivem Medium können Gaslaser in folgende Gruppen eingeteilt werden:

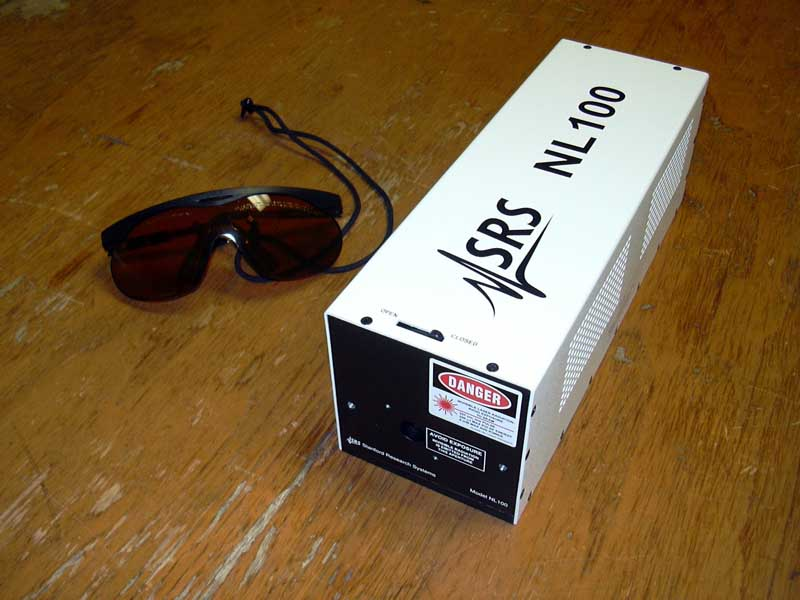
Stickstofflaser

- Molekül- bzw. Neutralatom-Laser, z. B.: Kohlendioxidlaser (CO2), Kohlenmonoxidlaser (CO), Stickstofflaser (N2), Helium-Neon-Laser (He-Ne)
- (Edelgas-)Ionenlaser, z. B.: Argon-Ionen-Laser (Ar+)
- Metalldampflaser, z. B.: Kupferdampflaser, Helium-Cadmium-Laser
- Excimerlaser die meist aus einem Edelgashalogenid (wie z. B. XeF* oder ArF*) bestehen